# الحجافة (العدين)

تعديل مصدري - تعديل

الحجافة محلة تابعة لقرية النجادي، التابعة لعزلة بلاد المليكي بمديرية العدين إحدى مديريات محافظة إب في الجمهورية اليمنية.، بلغ تعداد سكانها 161 حسب تعداد اليمن لعام 2004.